# Vira (Pyrénées-Orientales)
Vira (okzitanisch Viran) ist eine französische Gemeinde mit 28 Einwohnern (Stand 1. Januar 2022) im Département Pyrénées-Orientales in der Region Okzitanien. Sie gehört zum Arrondissement Prades und zum Kanton La Vallée de l’Agly.

## Lage
Das Gemeindegebiet liegt zwar im Regionalen Naturpark Corbières-Fenouillèdes, die Gemeinde ist diesem jedoch nicht beigetreten.
Nachbargemeinden von Vira sind Fenouillet im Norden, Fosse im Nordosten, Le Vivier im Osten, Rabouillet im Süden, Montfort-sur-Boulzane (Aude) im Südwesten und Gincla (Aude) im Westen.

## Bevölkerungsentwicklung
| Jahr      | 1962 | 1968 | 1975 | 1982 | 1990 | 1999 | 2013 |
| Einwohner | 35   | 34   | 23   | 42   | 32   | 29   | 29   |